# Youngstown, Florida
Youngstown är en ort i Bay County, Florida, USA.